# Marie Homolová
Marie Homolová, rozená Trávníčková, (* 1946, Praha) je novinářka, bývalá redaktorka Lidových novin, MF Dnes, časopisu Reflex, českého týdeníku pro ženy Vlasta a publicistka. Zabývá se tématy souvisejícími s českými historickými památkami a s významnými osobnostmi historie, vydala řadu populárně naučných publikací na toto téma.
S bývalým manželem Olegem Homolou mladším má dva syny: Matěje Homolu (* 1973) a Jana Homolu (* 1976), kteří jsou muzikanti (oba kytara a zpěv), zakladatelé a frontmani hudební skupiny Wohnout, výtvarníci a cestovatelé.

## Publikační aktivity (výběr)
- HOMOLOVÁ, Marie et al. Výlety: po hezkých a zajímavých místech Čech, Moravy a Slezska. 2. Praha: Nakladatelství Lidové noviny, 2001. 120 stran. ISBN 80-7106-480-7.
- HOMOLOVÁ, Marie. Výlety: po hezkých a zajímavých místech Čech, Moravy a Slezska. Praha: Nakladatelství Lidové noviny, 2001–2003. 7 svazků. ISBN 80-7106-458-0.
- HOMOLOVÁ, Marie et al. Výlety: po hezkých a zajímavých místech Čech, Moravy a Slezska. 4. Praha: Nakladatelství Lidové noviny, 2002. 120 stran. ISBN 80-7106-535-8.
- HOMOLOVÁ, Marie a KARÁSEK, Oldřich. 101 našich nejkrásnějších měst a městeček. 1. vydání; Praha: Beta, 2005. 207 stran; Má vlast. ISBN 80-7306-179-1.
- HOMOLOVÁ, Marie. Příběhy české a moravské krajiny. 1. vydání; Praha: Beta, 2005–2006. 2 svazky; (220; 219 stran). Výlety. ISBN 80-7306-221-6.
- HOMOLOVÁ, Marie. Příběhy české a moravské krajiny. 1. vydání; Praha: Beta, 2005. 220 stran; Výlety. ISBN 80-7306-221-6.
- HOMOLOVÁ, Marie. Příběhy české a moravské krajiny 2. 1. vydání; Praha: Beta, 2006. 219 stran; Výlety. ISBN 80-7306-268-2.
- HOMOLOVÁ, Marie et al. Historická města Čech a Moravy. 1. vydání; Praha: Reader's Digest Výběr, 2011. 184-189, 202-227 stran; ISBN 978-80-7406-177-6.

## Autorka textů (výběr)
- 1991: Medkův dialog s biblí, Vlasta, ročník 45, číslo 41, rok vydání 1991, od strany 9[9]
- 1998: O Kostelci nad Černými lesy a dobrotivé Marii Terezii (Pozvánka na výlet), Lidové noviny, datum vydání 1998/11/07, od strany 31[9]
- 1999: Malíř, který přišel o šanci, Lidové noviny, ročník 12, číslo 195, datum vydání 1999/08/23, od strany 0[9]
- 2000: Jak moderna vstoupila do barokního chrámu, Lidové noviny, ročník 13, číslo 280, datum vydání 2000/12/02, od strany 31[9]
- 2002: Mikuláš Medek v Rudolfinu (Za kulturou: s Jiřím Suchým na výstavu), Lidové noviny, ročník 15, datum vydání 2002/06/01, od strany 28[9]
- 2011: Smutná malířka, která se nebála erotiky, Magazín Víkend, datum vydání 2011/10/29, strana 15[9]
- 2013: Král hereckých tlouštíků, Magazín Víkend, datum vydání 2013/01/19, strana 5[9]